# ربيع زيتون
ربيع زيتون، من مواليد عمان (1955 -) ممثل أردني.

## عن حياته
عضو نقابة (رابطة) الفنانين الأردنيين بداية العمل الفني في مشاركه بسيطه لي في مسرحيه الاخ الأكبر من بطوله الفنانين روحي الصفدي وبعدها تم ترشيحي من قبل الفنان والمخرج سهيل الياس للمشاركه في مع فرقه عمون 74 المسرحي بمسرحيه ابن بطوطه التي اخرجها جلال طعمه وللكاتب الزميل فؤاد الشوملي ومن بطوله الفنانه جوليت عواد حيث كانت تلك المشاركة الفعلي لي وبدور رئيسي وشارك في الادوار الرئيسه أيضا الفنان عثمان الشمايله وصالح السقاف الذي هو الآن مراسل الجزيرة في أستراليا وكانت الفرقة تحت اشراف الفنان سهيل الياس جميل عواد والكاتب جمال أبو حمدان.عمل. الفليم التلفزيوني الحنان المر وقد جسدت فيه دور شاب متخلف عقليا وكان من إخراج الاستاذ ومن بطوله الفنانه السورية منى واصف ايمان هايل فؤاد الشوملي قدم كثير من الأعمال المسرحية؟ المسرح هو حاله خاصه جدا في عالم الفن ففيه تتم تجسيد الشخصية الحقيقيه دون تلوين وتتناغم هذه الحالة وتتفاعل مع الجمهور دون حواجز لانها واضحه بكل ادواتها لا مجال للخطأ وان حدث فعلى اللمثل ان يعرف كيف عليه ان يتفاداه وللحق الوقوف على خشبه المسرح له رونقه الخاص وقد قدم أعمال مسرحيه وتلفزيونيه كوميديه ولكني اعتقد لم اصل إلى اللذي اسعى اليه من خلال دور اجسد فيه عمل كوميدي متكامل

## من أعماله

### المسلسلات
- دوائر حب
- سامحونا بنحبكو
- نصف القمر
- همة وعزم
- ورق الورد
- في ايد امينه
- أبو جعفر المنصور

### الأفلام
- فيلم الحنان المر - بدور عادل

### الدوبلاج
- المسلسل الكرتوني الهداف

## روابط خارجية
- ربيع زيتون على موقع قاعدة بيانات الأفلام العربية